# Omphalucha ditriba
Omphalucha ditriba là một loài bướm đêm trong họ Geometridae.